# Ditonus

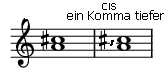
Hörbeispiel Ditonus (81:64) im Vergleich zur reinen großen Terz (5:4)
Datei:Ditonus reine terz.ogg

Der Ditonus (oder Ditonos) bezeichnet in der Musik ein Intervall von zwei großen Ganztönen.
In pythagoreischer Stimmung entspricht der Ditonus dem Frequenzverhältnis 81/64 und ist bekannt als pythagoreische große Terz:
{\displaystyle \left({\frac {9}{8}}\right)^{2}={\frac {81}{64}}} ≈ 407,82 Cent
Diese ist um ein syntonisches Komma (81/80 ≈ 21,51 Cent) größer als die reine große Terz (5/4 = 80/64 ≈ 386,31 Cent).
Die pythagoreische Terz erhält man oktaviert durch die Übereinanderschichtung von vier ganzzahligen Quinten (Frequenzverhältnis 3/2):
{\displaystyle {\frac {3}{2}}} → {\displaystyle {\frac {9}{4}}} → {\displaystyle {\frac {27}{8}}} → {\displaystyle {\frac {81}{16}}\,,} zwei Oktaven tiefer: {\displaystyle {\frac {81}{64}}}
In der antiken griechischen sowie der mittelalterlichen Musiktheorie wurde der Ditonus in der Regel als Dissonanz betrachtet. Im 12. Jahrhundert ließ Theinred von Dover als erster Musiktheoretiker Terzen prinzipiell als Konsonanzen gelten, betonte jedoch, dass die pythagoreischen Terzen keine Konsonanzen repräsentierten. Auch der englische Musiktheoretiker Walter Odington (14. Jahrhundert) erklärte den Ditonus mit der Proportion 81:64 als dissonant, erwähnte jedoch, dass die meisten dieses Intervall wegen der Nähe zum Intervall mit der Proportion 5:4 für konsonant hielten.